# Kanton Aubigny-sur-Nère
Der Kanton Aubigny-sur-Nère ist ein französischer Wahlkreis im Département Cher und in der Region Centre-Val de Loire. Er umfasst 15 Gemeinden im Arrondissement Vierzon. Im Rahmen der landesweiten Neuordnung der französischen Kantone wurde er im Frühjahr 2015 erheblich erweitert.

## Gemeinden
Der Kanton besteht aus 15 Gemeinden mit insgesamt 15.449 Einwohnern (Stand: 1. Januar 2022) auf einer Gesamtfläche von 1.038,13 km²:
| Gemeinde                | Einwohner 1. Januar 2022 | Fläche km² | Dichte Einw./km² | Code INSEE | Postleitzahl |
| ----------------------- | ------------------------ | ---------- | ---------------- | ---------- | ------------ |
| Argent-sur-Sauldre      | 2.040                    | 67,35      | 30               | 18011      | 18410        |
| Aubigny-sur-Nère        | 5.464                    | 61,53      | 89               | 18015      | 18700        |
| Blancafort              | 1.002                    | 64,35      | 16               | 18030      | 18410        |
| Brinon-sur-Sauldre      | 972                      | 116,30     | 8                | 18037      | 18410        |
| Clémont                 | 709                      | 50,11      | 14               | 18067      | 18410        |
| Ennordres               | 206                      | 63,79      | 3                | 18088      | 18380        |
| Ivoy-le-Pré             | 775                      | 98,74      | 8                | 18115      | 18380        |
| La Chapelle-d’Angillon  | 610                      | 10,17      | 60               | 18047      | 18380        |
| Ménétréol-sur-Sauldre   | 196                      | 50,08      | 4                | 18147      | 18700        |
| Méry-ès-Bois            | 538                      | 91,59      | 6                | 18149      | 18380        |
| Nançay                  | 768                      | 106,33     | 7                | 18159      | 18330        |
| Neuvy-sur-Barangeon     | 1.114                    | 67,34      | 17               | 18165      | 18330        |
| Oizon                   | 667                      | 62,03      | 11               | 18170      | 18700        |
| Presly                  | 221                      | 74,63      | 3                | 18185      | 18380        |
| Sainte-Montaine         | 167                      | 53,79      | 3                | 18227      | 18700        |
| Kanton Aubigny-sur-Nère | 15.449                   | 1.038,13   | 15               | 1801       | –            |

Bis zur landesweiten Neuordnung der französischen Kantone im März 2015 gehörten zum Kanton Aubigny-sur-Nère die vier Gemeinden Aubigny-sur-Nère, Ménétréol-sur-Sauldre, Oizon und Sainte-Montaine. Sein Zuschnitt entsprach einer Fläche von 227,43 km2. Er besaß vor 2015 einen anderen INSEE-Code als heute, nämlich 1803.

## Politik
| Vertreter im Departementrat | Vertreter im Departementrat   | Vertreter im Departementrat |
| Amtszeit                    | Namen                         | Partei                      |
| --------------------------- | ----------------------------- | --------------------------- |
| 1998–2015                   | Michel Autissier              | UMP                         |
| 2015–                       | Michel Autissier Anne Cassier | UD                          |